# Pasar II Singkuang
Pasar II Singkuang (ook Pasar Singkuang Dua) is een bestuurslaag op het 4de niveau (kelurahan/desa) en ligt in het onderdistrict (kecamatan) Muara Batang Gadis in het regentschap Mandailing Natal  van de provincie Noord-Sumatra, Indonesië. Pasar II Singkuang telt, bij de volkstelling van 2010, 1.316 inwoners.
De hoofdplaats van Muara Batang Gadis, Singkuang, is verdeeld in een noordelijk deel Pasar I Singkuang en zuidelijk deel Pasar II Singkuang. De grens is de rivier de Singkuang. (Oude spelling Singkoeang).